# Lightfoot!
Albums de Gordon Lightfoot
The Way I Feel
(1967)
Lightfoot! est le premier album studio du chanteur folk Gordon Lightfoot. Il a été enregistré en décembre 1964 et sorti en mars 1966 sous le label United Artists.

## Autour de l'album
Sous le titre Dans la brume du matin, Joe Dassin, en 1966, a popularisé la version française de Early Morning Rain. En 1974, sur l'album Ketchup électrique, Eddy Mitchell signe une nouvelle adaptation sous le titre Chaque matin, il se lève.

## Liste des titres
Toutes les chansons ont été composées par Gordon Lightfoot sauf mention contraire.
| No  | Titre                               | Auteur        | Durée |
| --- | ----------------------------------- | ------------- | ----- |
| 1.  | Rich Man's Spiritual                |               | 2:44  |
| 2.  | Long River                          |               | 2:46  |
| 3.  | The Way I Feel                      |               | 3:43  |
| 4.  | For Lovin' Me                       |               | 2:25  |
| 5.  | The First Time Ever I Saw Your Face | Ewan MacColl  | 3:10  |
| 6.  | Changes                             | Phil Ochs     | 2:30  |
| 7.  | Early Morning Rain                  |               | 3:04  |
| 8.  | Steel Rail Blues                    |               | 2:48  |
| 9.  | Sixteen Miles (To Seven Lakes)      |               | 2:05  |
| 10. | I'm Not Sayin'                      |               | 2:28  |
| 11. | Pride of Man                        | Hamilton Camp | 2:41  |
| 12. | Ribbon of Darkness                  |               | 2:39  |
| 13. | Oh, Linda                           |               | 3:09  |
| 14. | Peaceful Waters                     |               | 2:01  |

## Personnel
- Gordon Lightfoot - Guitare, Piano, Chant
- David Rea : Seconde guitare
- Bruce Langhorne : Seconde guitare (2 et 14)
- Bill Lee - Basse